# Cá Piraiba
Cá Piraiba, cá trê goliath mũ tối hay cá trê piraiba Peru (tên khoa học Brachyplatystoma capapretum) là một loài cá da trơn thuộc họ Pimelodidae có nguồn gốc ở vùng nước thượng nguồn sông Amazon tại Brazil và Peru.

## Phân bố
Đây là một loài có phạm vi phân bố rộng rãi được tìm thấy ở nhiều nhánh sông và hồ lớn bao gồm sông Amazon chảy từ Belém, Brazil ngược dòng đến Iquitos, Peru chảy qua các khu vực sông Trombetas, Madeira, Rio Negro, Manacapuru, Purus, Tefé, Juruá, Jutaí và Içá.

## Mô tả
Chúng có thể đạt đến chiều dài 1010 mm. Những cá thể trưởng thành được phủ bên ngoài một độ bóng với lớp vỏ màu xám đen, màu trắng trơn và màu kem sẫm. Vây đuôi được chia ra thành nhiều nhánh. Những cá thể ở độ tuổi vị thành niên có các đốm đậm, màu nâu sẫm hoặc xám lớn ở phần trên đường kẻ dọc chiều dài cơ thể.
Thực đơn của chúng hoàn toàn bao gồm các loại cá nhỏ hơn.

## Sinh thái học
Chúng được tìm thấy ở cả khu vực sinh sống của cá nước ngọt ở vùng nước bùn lầy và cả các con kênh sâu. Những cá thể ở độ tuổi vị thành niên hoặc mới lớn sẽ thực hiện các cuộc di trú qua nhiều khu vực.